# Mehmet III
Mehmet III (turc otomà: محمد ثالث, Meḥmed-i sālis; turc: III.Mehmet) (Bozgadh, 26 de maig de 1566 – 22 de desembre de 1603) va ser el fill de Murat III, a qui va succeir com a soldà de l'Imperi Otomà des de 1595 fins a la seva mort.
Mehmet III és notori en la història otomana per haver assassinat vint-i-set dels seus germans i germanastres per assegurar el poder. També va fer matar més de vint de les seves germanes, que van ser estrangulades pels seus sicaris sord-muts. Mehmet III va ser un soldà inefectiu, relegat en l'acció de govern per la seva mare Safiye.

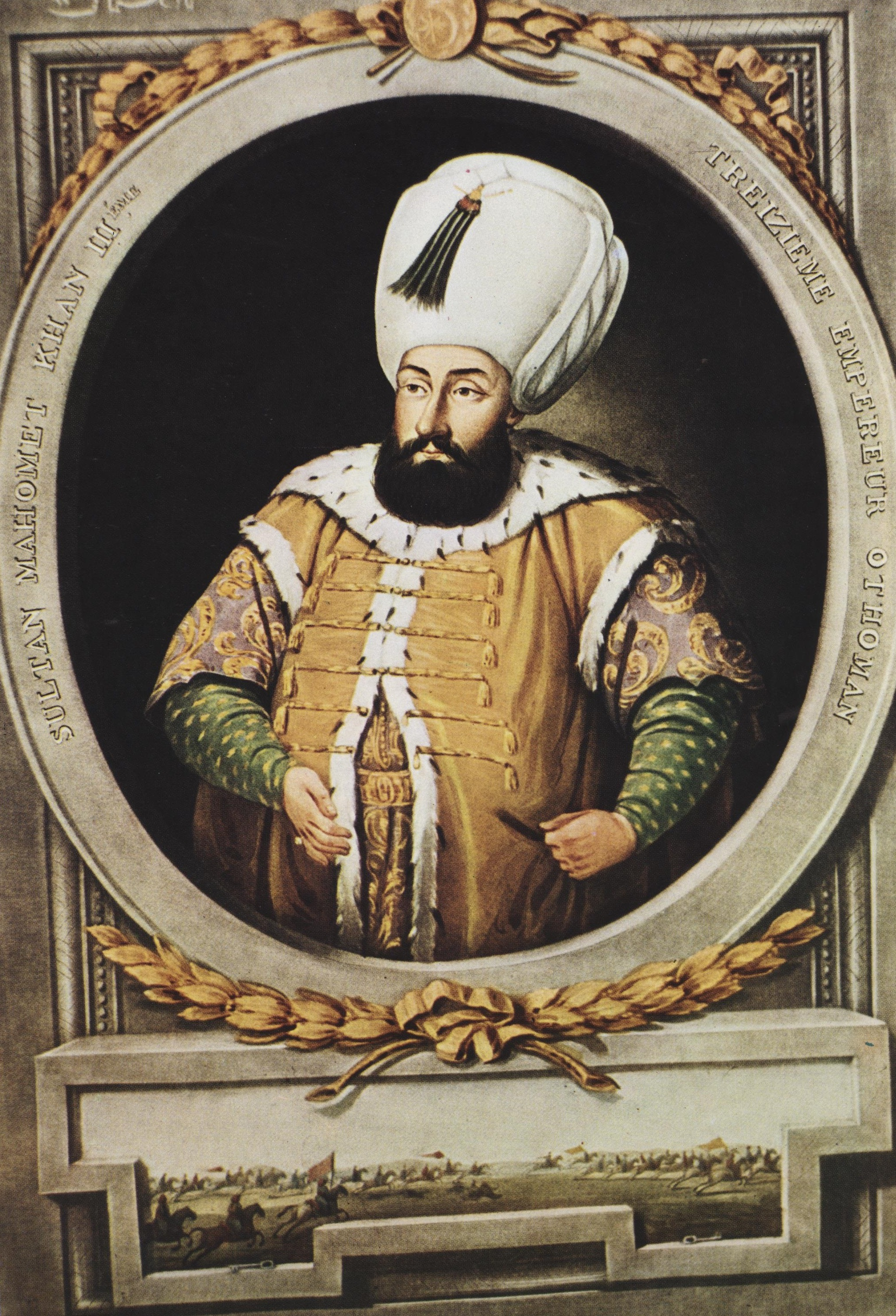
Mehmet III

Era fill de Murat III i de l'albanesa Safiye i va néixer quan el seu pare era sandjakbegi de Saruhan. El seu besavi Solimà I el Magnífic va triar el seu nom. El 22 de desembre de 1574 el seu pare va pujar al tron i va viure llavors a Istanbul, al Palau Nou. La seva circumcisió es va celebrar amb gran pompa el 1582 amb festes entre el 29 de maig i el 24 de juliol. Murat III i Safiye es van separar quan va morir la seva mare Nur Banu (7 de desembre de 1583), i el 24 de desembre Mehmet era enviat a Saruhan com sandjakbegi (el darrer hereu presumpte que va exercir al càrrec que fins aleshores sempre exercia el príncep hereu). Allí van néixer quatre fills (Selim el 1585, que va morir el 1597, Mahmut el 1587, executat el 1603, Ahmet el 1590 i Mustafà el 1591). Encara va tenir un altre fill, Jahangir, que va morir jove el 1602) i sis filles.
El 15 de gener de 1595 va morir Murat III i Safiye va enviar a buscar a Mehmet III que va arribar a la capital i fou proclamat just abans dels funerals paterns el 27 de gener de 1595. L'endemà els seus 19 germanastres foren assassinats. Com a Walida Sultan (Reina Mare) Safiye va exercir el poder de fet, ja que dominava al seu fill que era dèbil i supersticiós. Una bona quantitat fou donada als geníssers.
El fet més destacat del seu regnat va ser la guerra contra Àustria a Hongria (1593-1606) coneguda com la Guerra Llarga. Durant la guerra hi va haver disturbis interns, motins militars, inflació i un govern dèbil i el gran visir fou canviat dotze vegades dels quals tres (Serdar Ferhad Pasha, Hadim Hasan Paixà i Yemişçi Hasan Paixà) foren executats. El 1595 el principat de Valàquia fou ocupat i transformat en un voivodat. El 7 d'agost de 1595 Esztergom, defensada pel gran visir Koca Sinan Pasha va caure en mans dels imperials. Les derrotes otomanes a la guerra van obligar a Mehmet III a prendre el comandament de l'exèrcit en persona, el primer soldà a fer-ho des de Solimà el Magnífic. Va sortir el 20 de juny de 1596 amb el gran visir Damat İbrahim Pasha en direcció a Eghri (Erlau) conquerida al cap de tres setmanes de setge (12 d'octubre de 1596) i van derrotar l'exèrcit dels Habsburg i de Transsilvània a la Batalla de Mezőkeresztes (25 i 26 d'octubre de 1596) en la qual el soldà va haver de ser retingut perquè no fugís del camp de batalla i que es va guanyar per l'oportuna arribada al darrer moment d'un exèrcit tàtar sota el kan de Crimea Fetih I Giray; l'estratègia havia estat de Cigalazade Yusuf Sinan Pasha que fou elevat a gran visir el dia 27 d'octubre però durant el retorn, Safiye va ordenar reintegrar en el càrrec a Damat İbrahim Pasha (5 de desembre). El 22 de desembre de 1596 va entrar en triomf a Istanbul, però a Anatòlia seguia la violència dels djalalis i ara la dels firaris (sipahis que havien fugit abans de la batalla i havien perdut els seus timars o terres feudals) i va durar fins al 1603.
Propostes de pau foren rebutjades pels imperials que el 29 de març de 1598 van reconquerir Raab. L'1 d'abril de 1600 una revolta dels sipahis contra el poder de l'harem va causar la mort d'una col·laboradora jueva sefardita de Safiye, Esperanza Malchi. El 22 d'octubre de 1600 els otomans aconseguien una victòria sobre els imperials a la fortalesa de Kanizsa. Un altre revolta per causes similars a la de 1600 va tenir lloc el 6 de febrer de 1603 a Istanbul, i va causar dos morts més entre els funcionaris de palau. El 7 de juny de 1603 Mehmet III va fer matar el seu fill gran Mahmut del que es malfiava. Abbas el Gran de Pèrsia va iniciar una ofensiva a l'est i va ocupar Tabriz (26 de setembre de 1603).
Mehmet va morir segurament d'un atac de cor el 21 de desembre de 1603. Havent mort els seus fills grans Selim i Mahmut, el va succeir el tercer fill, Ahmet I, nascut el 1590 i, per tant, de 13 anys.